# Orbe (joia)

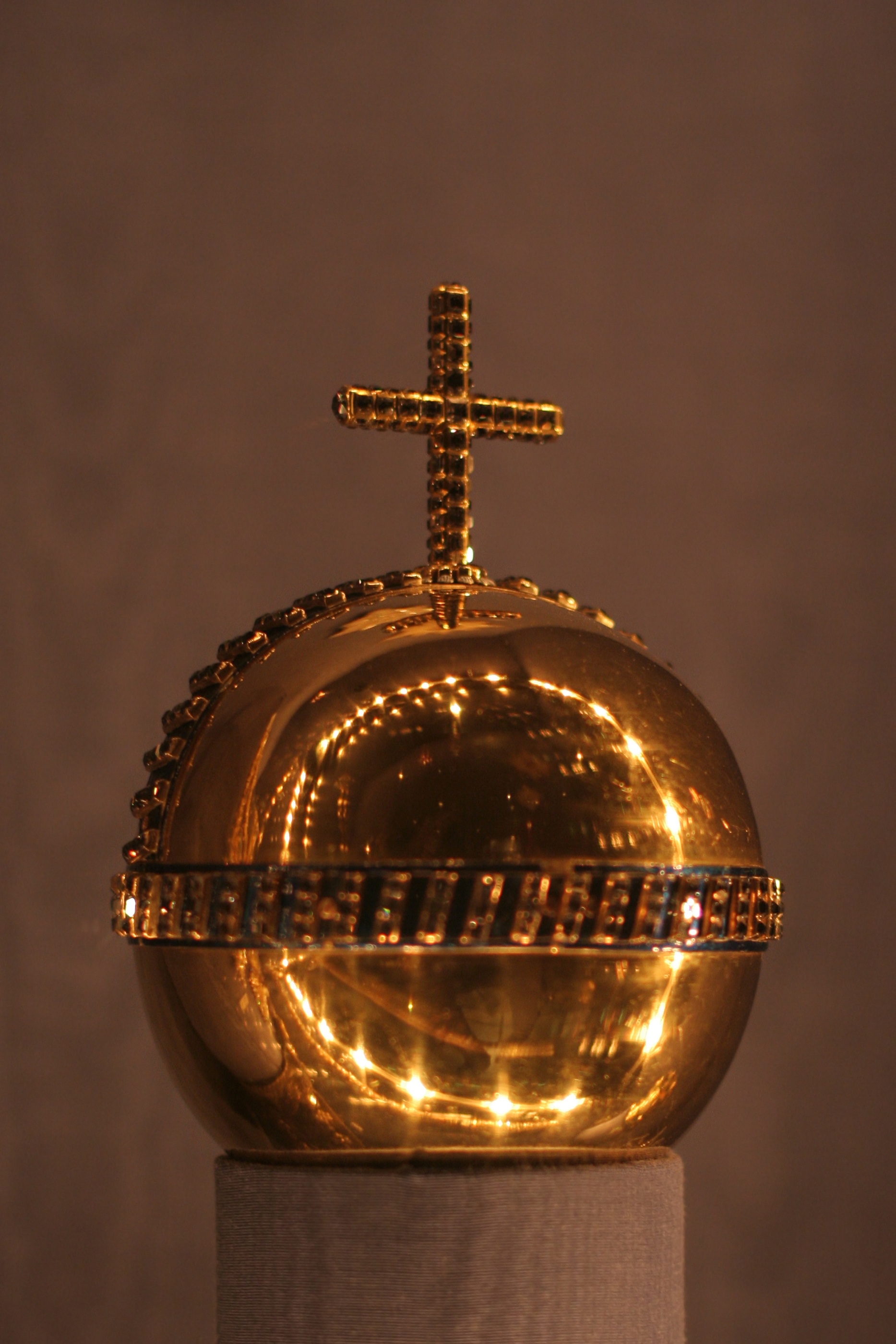
Orbe das joias da Coroa Dinamarquesa.

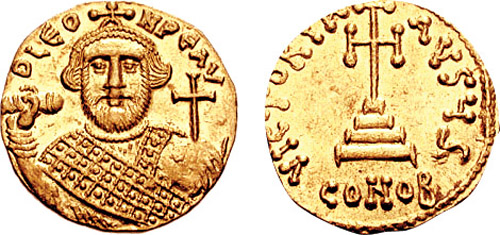
O globus cruciger foi usado no Império Bizantino, como mostra esta moeda do imperador Leôncio (d. 705).

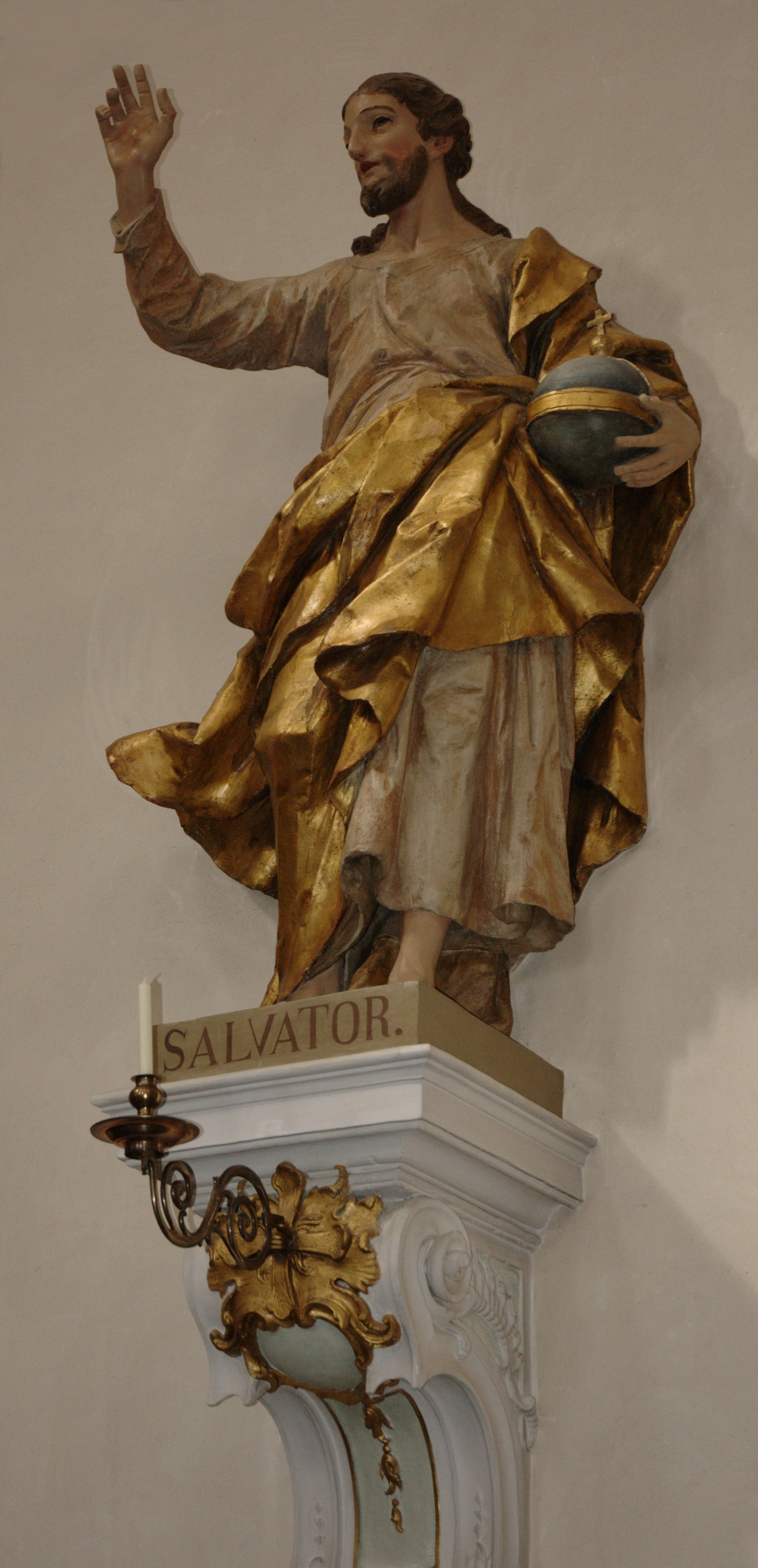
Cristo como Salvador do Mundo.

Um orbe ou, em latim, globus cruciger  é uma joia que representa um globo terrestre rematado com uma cruz. O orbe é um símbolo cristão de autoridade utilizado através dos tempos e que está representado em moedas, iconografia diversa e nas Joias da Coroa de vários países modernos e de antigos estados, como Reino Unido, Áustria, Baviera, Dinamarca, Rússia ou Suécia.
O orbe simboliza o domínio de Cristo (a cruz) sobre o mundo (o orbe), literalmente sujeito por um governante terreno (ou, por vezes, de um ser celestial como um anjo). Quando é seguro pela própria figura de Cristo, o objeto é conhecido na iconografia ocidental como Salvator Mundi (Salvador do Mundo).
O primeiro uso conhecido de uma iconografia semelhante ao orbe é bem anterior a Cristo e remonta ao Antigo Egito como hieroglifo representado num anel que tinha o nome de trono Neb-Jeperu-Ra, nos cofres e caixas de joias de Tuiu.
Outro uso conhecido remonta ao início do século V, provavelmente entre os anos 395 e 408 no reverso das moedas do imperador Arcádio mas mais certamente em 423 no reverso das moedas do imperador Teodósio II.

## Galeria

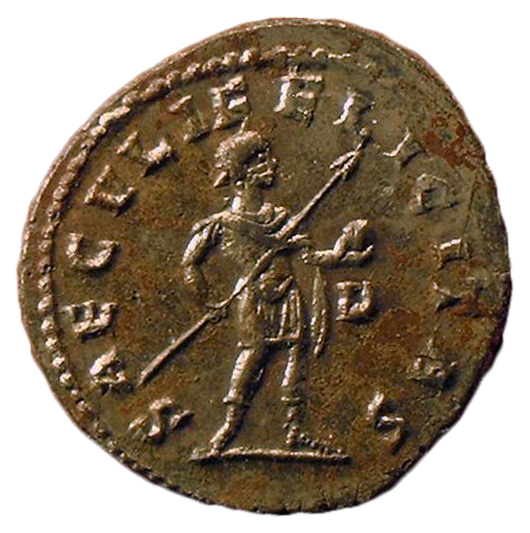
Moeda romana de Antoniniano mostrando Carino com o pilo e o orbe.
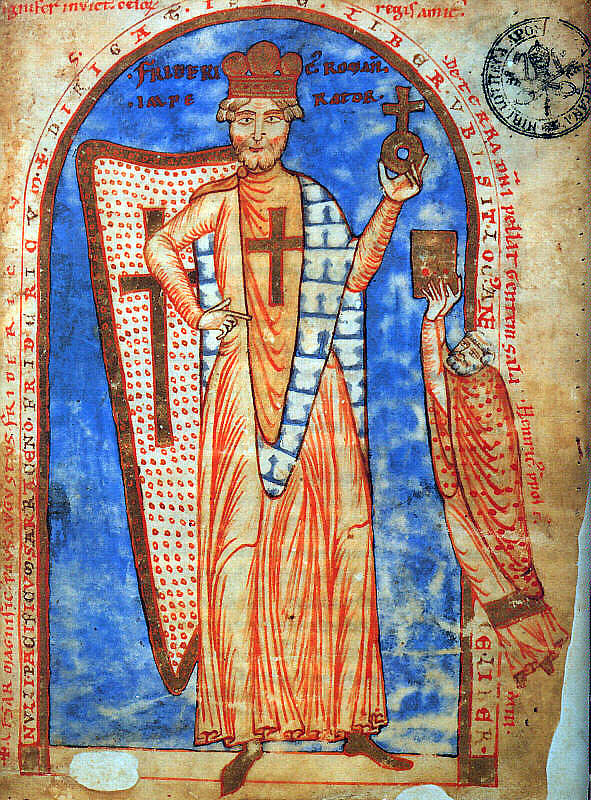
O imperador Frederico I Barba-Ruiva.
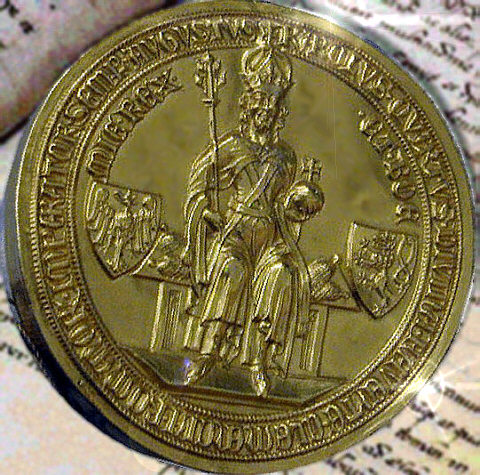
O Golden Bull de 1356 por Carlos IV, Sacro Imperador Romano-Germânico.
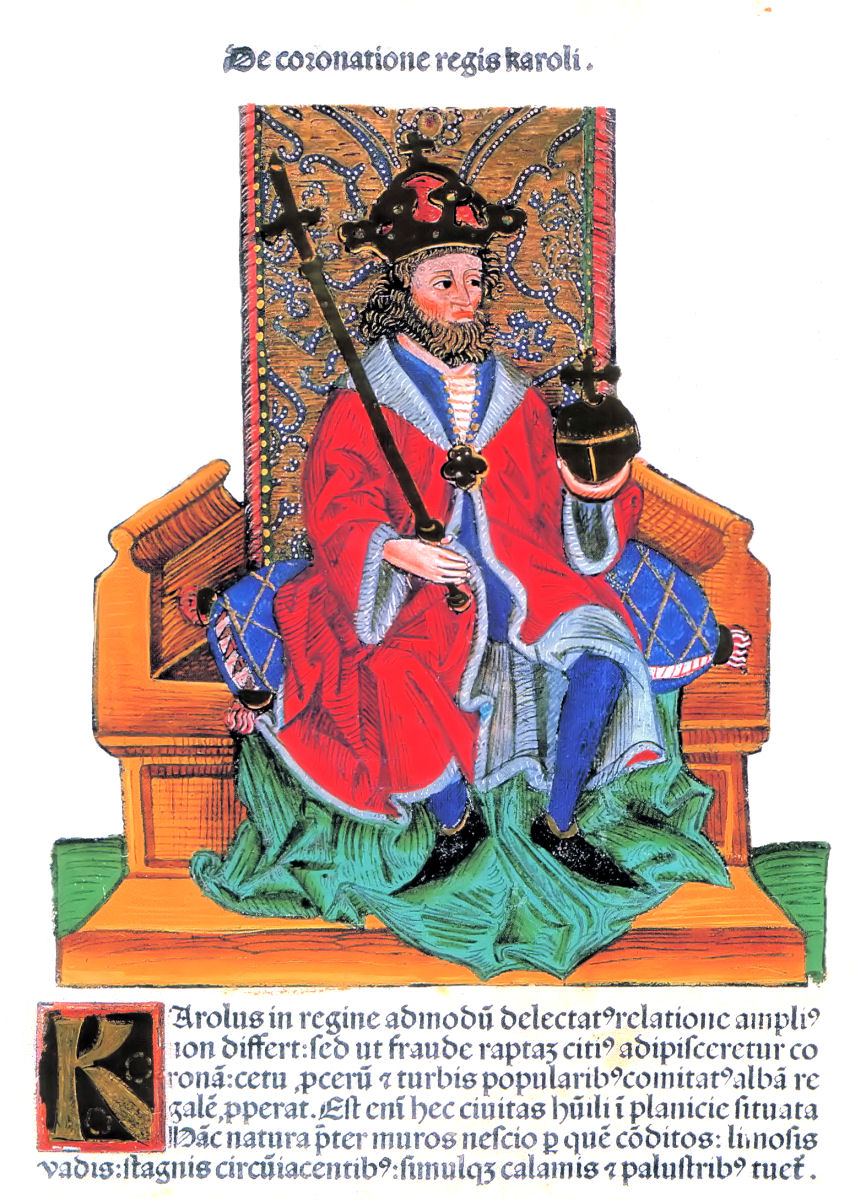
Carlos II da Hungria.
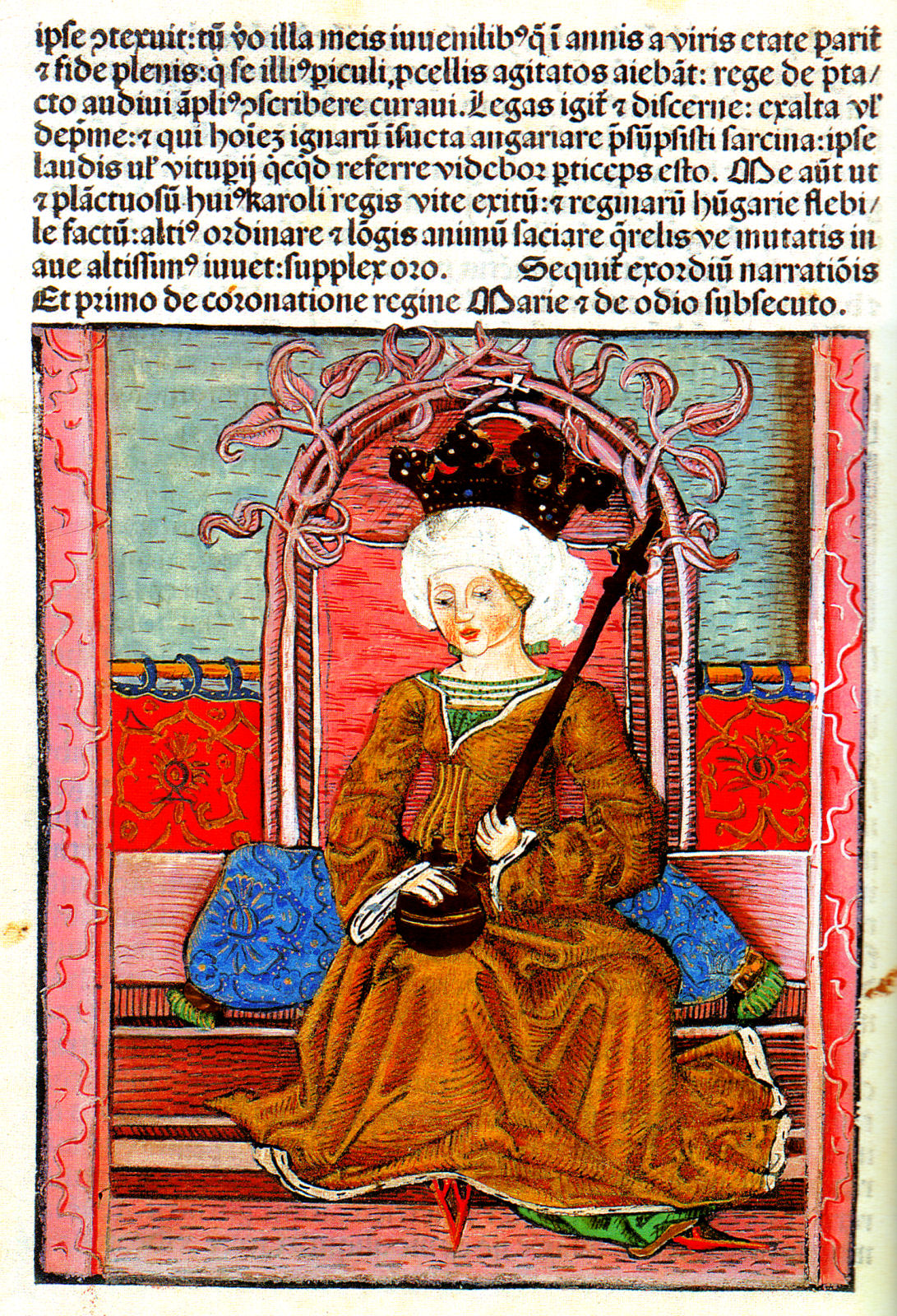
Maria I da Hungria.
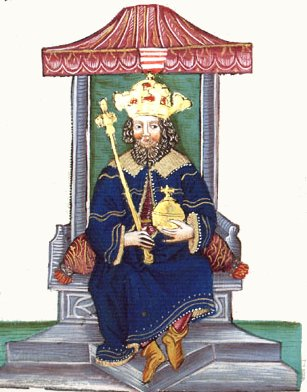
Venceslau III da Boémia.
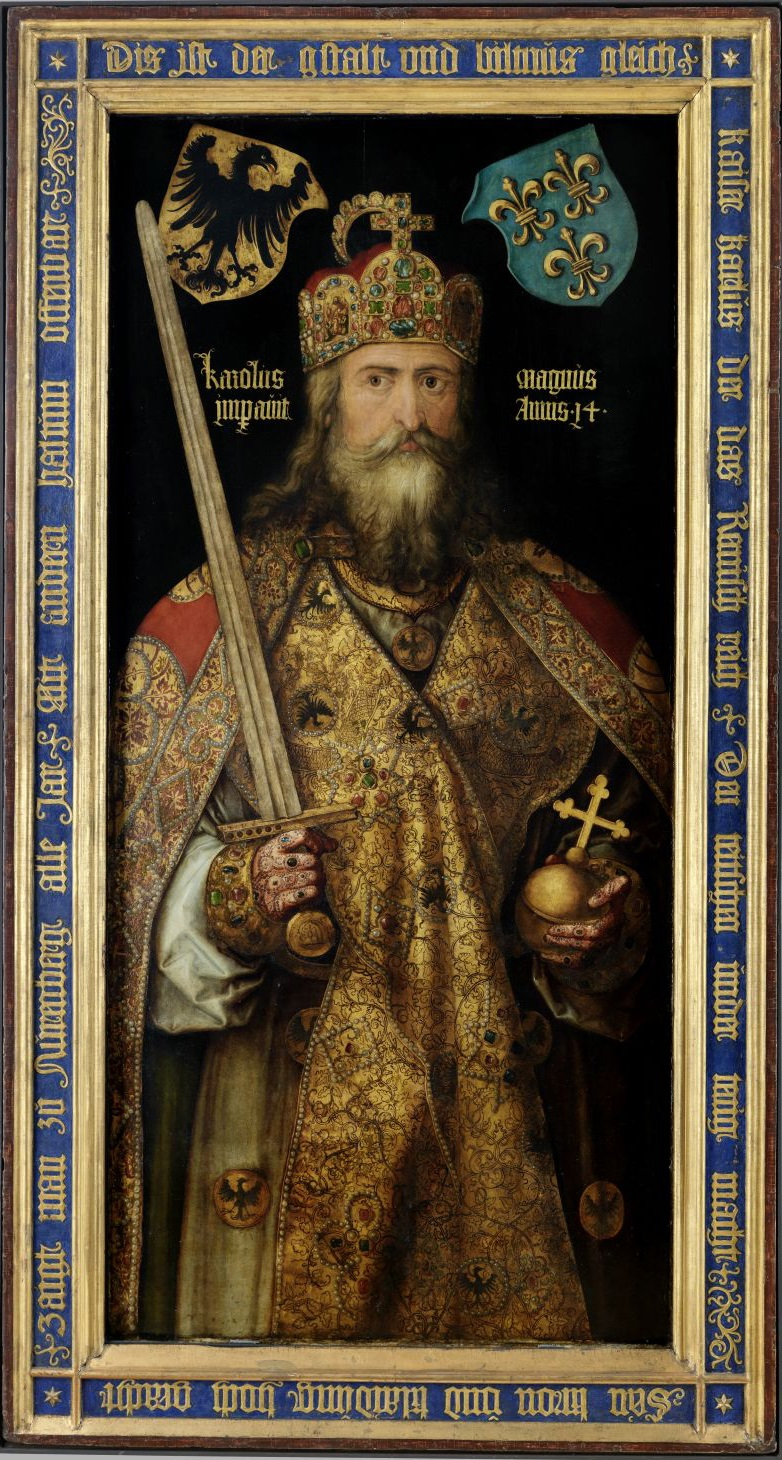
Carlos Magno, por Albrecht Dürer.
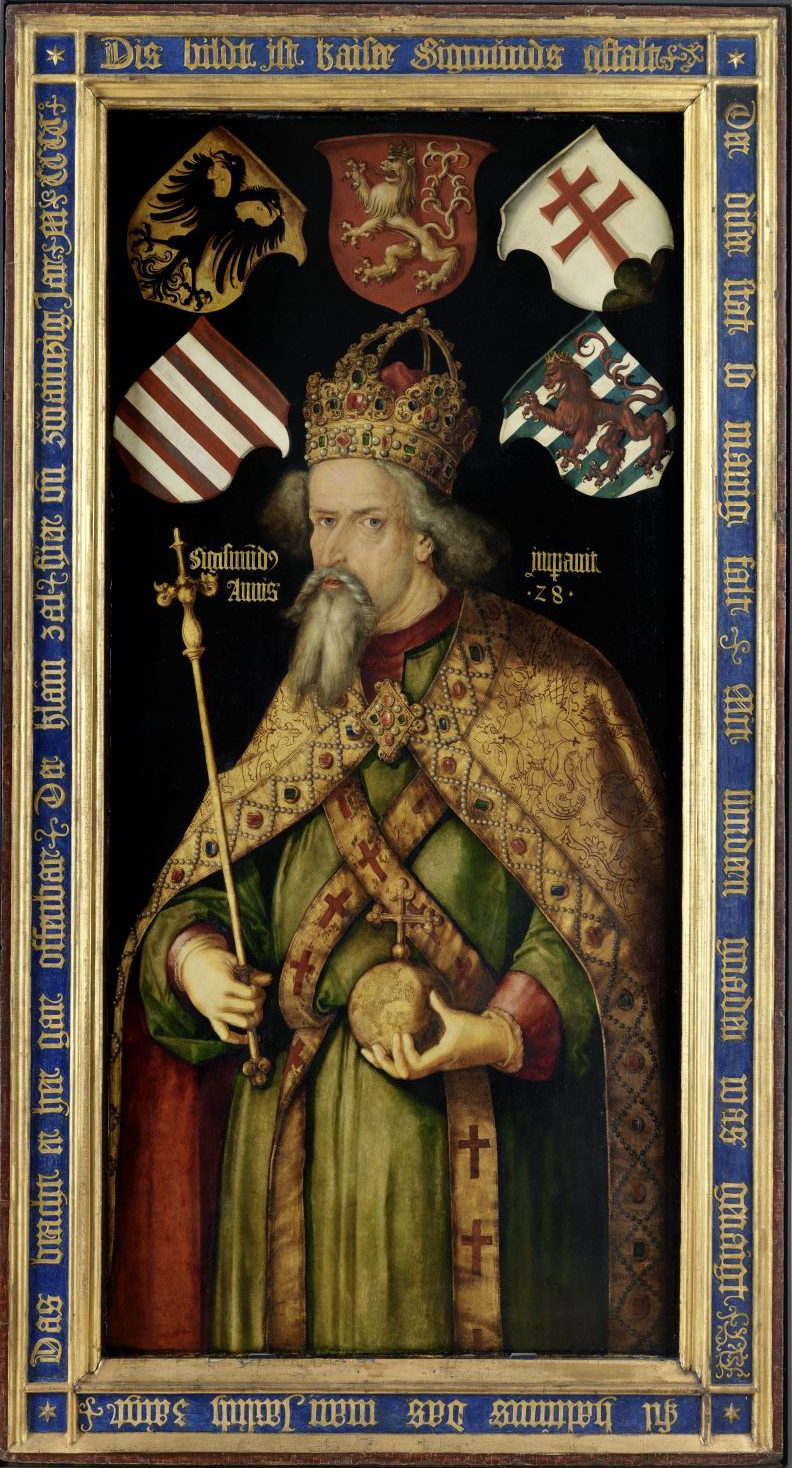
Segismundo, Sacro Imperador Romano-Germânico, por Albrecht Dürer.
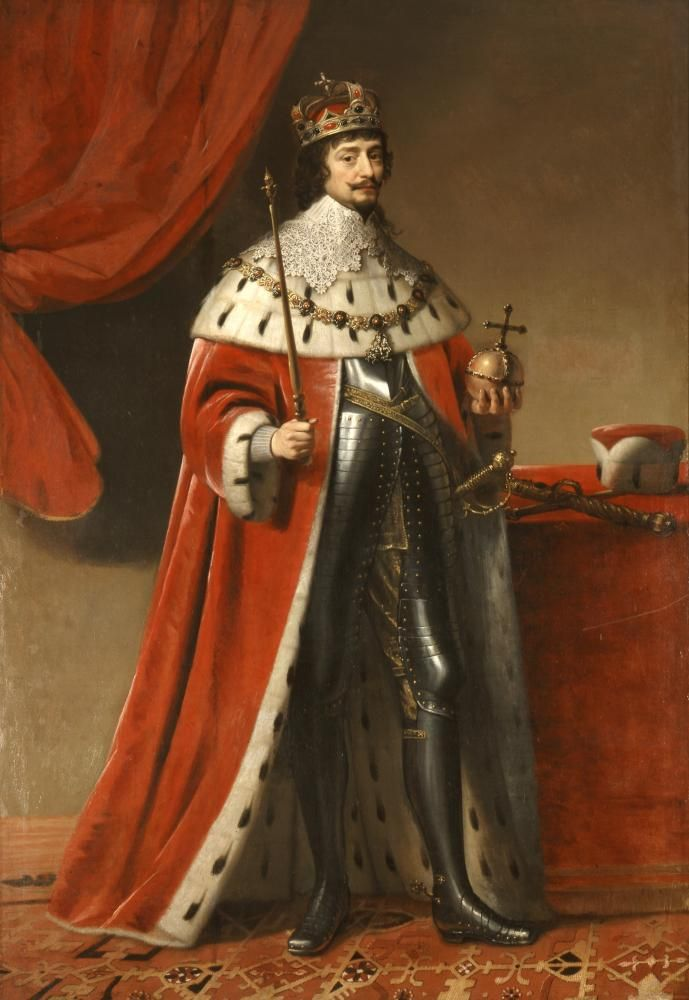
Frederico V com o orbe.
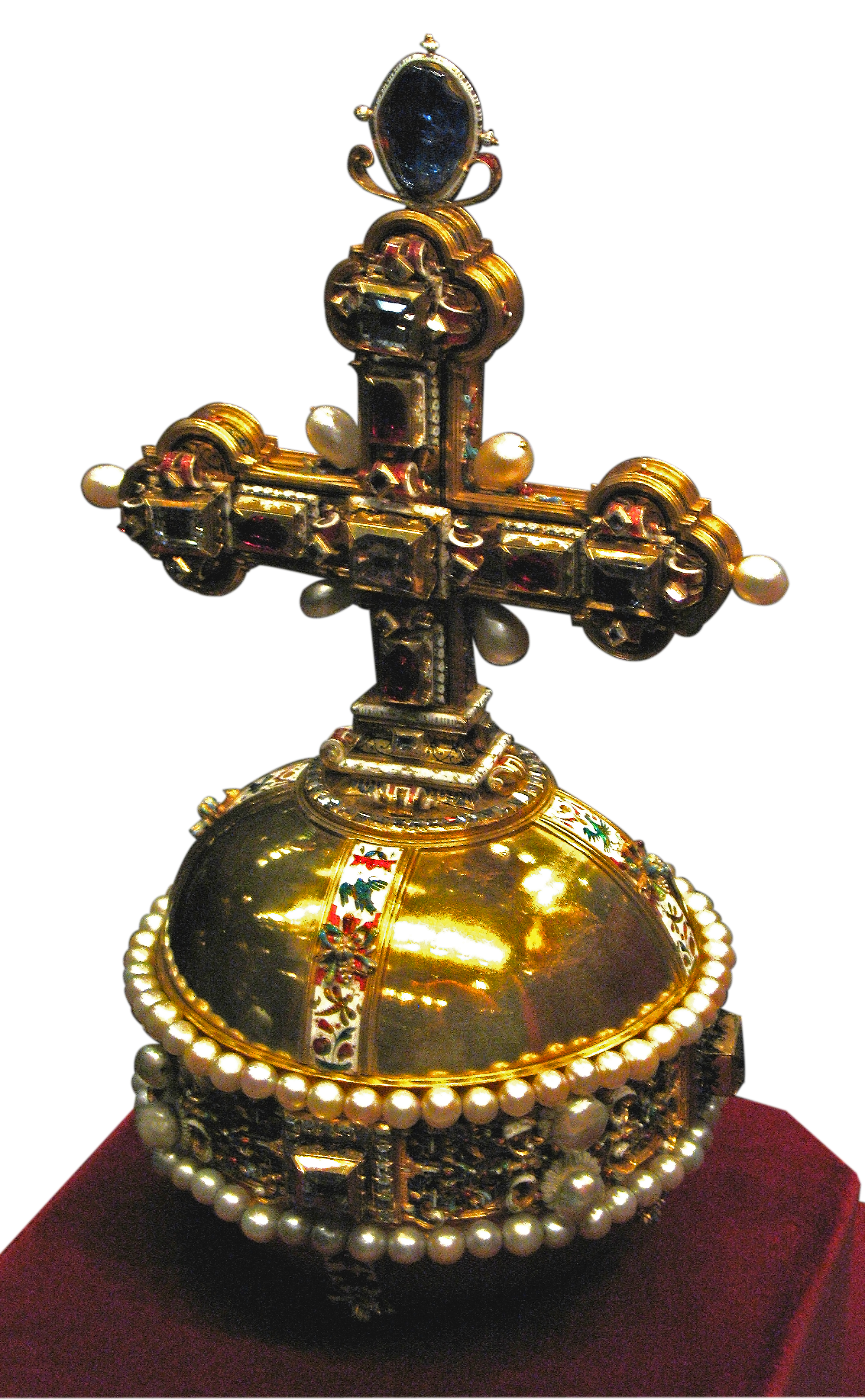
Globus cruciger austríaco, parte das Joias da Coroa Austríaca.
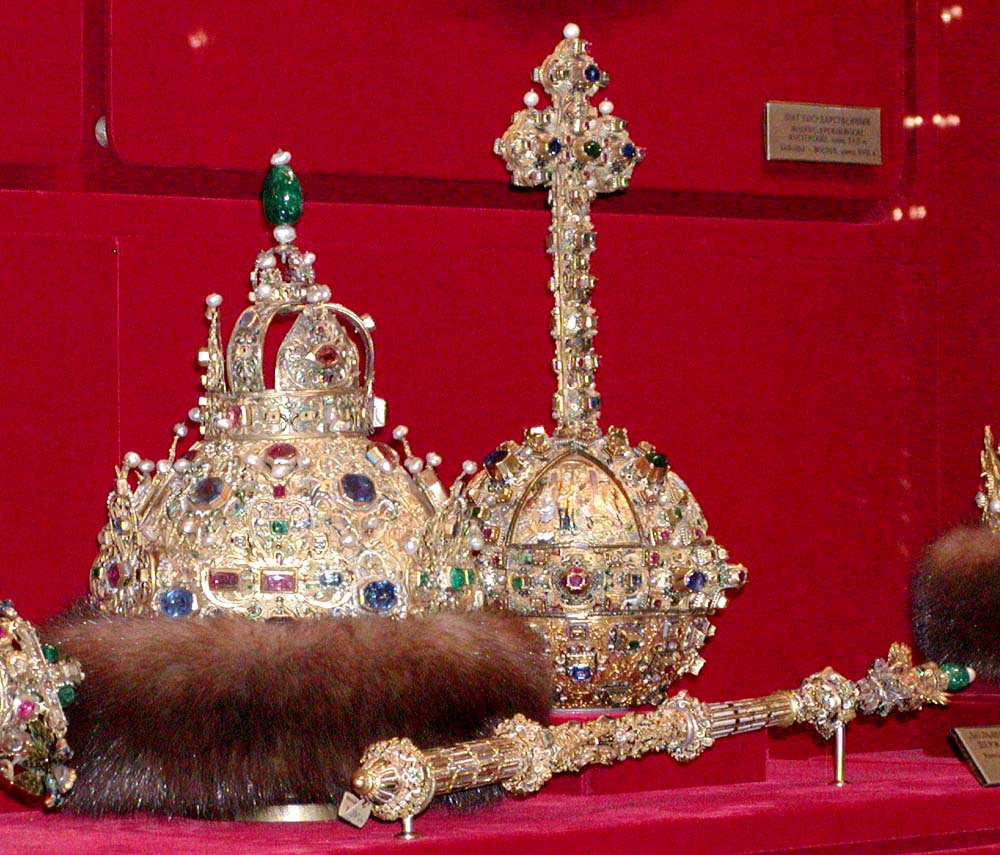
Regalia da Rússia.